# M9 (Storbritannien)

Lägeskarta

M9 är en motorväg i Storbritannien som går mellan Edinburgh och Dunblane i Skottland. Motorvägen utgår från M8 i Edinburgh. Motorvägen går via Linlithgow, Falkirk, Grangemouth och Stirling innan den slutar i Dunblane. Den är 48 km lång.